# Điêu Cụ
Chòm sao  Điêu Cụ 雕具,  (tiếng La Tinh: Caelum) là một trong 88 chòm sao hiện đại, mang hình ảnh con dao khắc.
Chòm sao này có diện tích 125 độ vuông, chiếm vị trí thứ 81 trong danh sách các chòm sao theo diện tích. Chòm sao Điêu Cụ nằm kề các chòm sao Thiên Cáp, Thiên Thố, Ba Giang, Thời Chung, Kiếm Ngư, Hội Giá.

## Tên gọi
Chòm sao được Nicolas Louis de Lacaille sử dụng từ năm 1754 để lấp chỗ trống trên thiên cầu nam. Ở các bản đồ sao cũ, chòm Điêu Cụ mang tên La tinh Caelum Sculptoris, nghĩa là con dao (Caelum) của nhà điêu khắc (Sculptor). Về sau, Hiệp hội Thiên văn Quốc tế quy định thành tên ngày nay.

## Thiên thể
R Caeli: sao biến đổi dạng Mira
Danh sách các sao có thể nhìn thấy bằng mắt thường (m<6)
| Danh pháp B | Danh pháp F | Tên riêng | Cấp sao biểu kiến | Khoảng cách ly | Cấp phổ |
| ----------- | ----------- | --------- | ----------------- | -------------- | ------- |
| α           |             |           | 4,45m             | 72             | F2 V    |
| γ           |             |           | 4,55m             | 186            | K2 III  |
| β           |             |           | 5,05m             | 91             | F8 V    |
| δ           |             |           | 5,07m             | 700            | B3 V    |